# Ordulf szász herceg
Ordulf vagy Ottó (1022 körül – 1072. március 28.) szász herceg 1059 és 1072 között, a Billung-ház negyedik uralkodója, apja, II. Bernát után.

## Élete
Szülei II. Bernát szász herceg és Eilika von Schweinfurt, Henrik von Schweinfurt nordgaui őrgróf lánya voltak. Egész uralkodását a vendekkel folytatott háborúk töltötték ki, amelyekben Dánia szövetségese volt. A Szászország és Dánia közti szövetséget megerősítendő, 1042-ben feleségül vette norvégiai Wulfhildot (1020 – 1071. május 24.), II. Olaf norvég király lányát és I. Magnus norvég király – aki egyben Dánia uralkodója is volt – féltestvérét. A házasságból egy fiú született, Magnus, aki apját követte szász hercegként.
Ordulf második felesége, Haldenslebeni Gertrúd, Konrád gróf lánya volt, akit 1076-ban Mainzban bebörtönöztek, és 1116. február 21-én halt meg. Fiuk, Bernát egy lóról való szerencsétlen leesés következtében halt meg Lüneburgban, egy ismeretlen év július 15-én.
Ordulfot a lüneburgi Szent Mihály-templomban temették el.

## Fordítás
Ez a szócikk részben vagy egészben  az   Ordulf, Duke of Saxony című angol Wikipédia-szócikk ezen változatának fordításán alapul.  Az eredeti cikk szerkesztőit annak laptörténete sorolja fel. Ez a jelzés csupán a megfogalmazás eredetét és a szerzői jogokat jelzi, nem szolgál a cikkben szereplő információk forrásmegjelöléseként.